# HMS Brilliant (H84)
«Бріліант» (англ. HMS Brilliant (H84) — військовий корабель, ескадрений міноносець типу «B» Королівського військово-морського флоту Великої Британії за часів Другої світової війни.

## Історія створення
Ескадрений міноносець «Бріліант» був закладений 9 липня 1930 року на верфі компанії Swan Hunter у Тайн-енд-Вірі. 9 жовтня 1930 року він був спущений на воду, а 21 лютого 1931 року увійшов до складу Королівських ВМС Великої Британії.

## Історія служби
Після введення до строю «Бріліант» увійшов до складу 4-ї флотилії есмінців Середземноморського флоту, у вересні 1936 року переведений до сил Домашнього флоту. На Середземному морі нетривалий час у липні 1936 року брав участь у подіях Громадянської війни в Іспанії.
З червня 1941 року вийшов у тривалий похід до Гібралтару, а звідсіля до Фрітауна на заході Африки, де разом з іншими кораблями увійшли до складу оперативної групи Атлантичного флоту, що обороняла підступи до цього стратегічно важливого порту.